# Горноуральський
Горноура́льський (рос. Горноуральский) — селище міського типу, центр Горноуральського міського округу Свердловської області.
Населення — 3972 особи (2010, 4268 у 2002).